# Vincenzo La Scola
Vincenzo La Scola (Palermo, 25 de enero de 1958-Mersin, Turquía, 15 de abril de 2011) fue un tenor italiano que tuvo una carrera de ópera internacional exitosa durante más de 25 años. Fue particularmente admirado por sus interpretaciones en óperas de Giuseppe Verdi, Giacomo Puccini, Gaetano Donizetti, y Vincenzo Bellini. Consiguió también cierto éxito como artista "crossover", particularmente en sus muchas colaboraciones con el cantautor Cliff Richard, y con su álbum en solitario para EMI, Vita Mia (1999). En 2000 fue nombrado embajador de buena voluntad de UNICEF, y desde 2004 hasta su muerte repentina en 2011 fue profesor principal y director artístico de la Accademia Verdi Toscanini en Parma

## Carrera
La Scola nació en Palermo y estudió canto con Arrigo Pola, Carlo Bergonzi, y Rodolfo Celletti. En 1982 ganó el Premio Alessandro Ziliano en el Concurso Vico Verdiane. Hizo su debut profesional en 1983 en el Teatro Regio de Parma como Ernesto en Don Pasquale. Su carrera se desarrolló rápidamente, y para 1989 ya había actuado en papeles principales en la Ópera de Colonia (1985), el Festival Puccini (debut en 1987 como Rinuccio en Gianni Schicchi), La Fenice (debut en 1987 en La fille du régiment), La Monnaie (debut en 1984 en L'elisir d'amore), la Ópera de Kiel (1985), la Opéra-Comique (debut en 1987 con Rinuccio), la Opéra Real de Wallonie (debut en 1984), el Festival de Ravenna (debut en 1989, Alfredo en La Traviata), el Teatro Comunale de Bolonia (debut en 1988, en Le maschere), el Teatro Regio de Turin (debut en 1988), y La Scala (debut en 1988 con Nemorino). En 1986 hizo sus primeras tres grabaciones discográficas: el solista de tenor en la Petite messe solennelle de Rossini, y dos óperas completas: Genesi, de Franco Battiato y Beatrice di Tenda, de Bellini.
Muchas más invitaciones para aparecer en otros teatros importantes continuaron en los años 90, incluyendo la Royal Opera House de Londres (debut en 1990, Rodolfo en La bohème); el Teatro Carlo Felice (debut en 1990, Rodolfo); la Ópera de Macerata (debut en 1990, Rodolfo); la Ópera de San Francisco (debut en 1991 como Tebaldo en  I Capuleti e i Montecchi); el Teatro di San Carlo (debut en 1991 como Gennaro en Lucrezia Borgia); el Teatro dell'Ópera di Roma (debut 1991 como el Duque de Mantua en Rigoletto): la Ópera Estatal de Hamburgo (debut en 1991); la Arena de Verona (debut en 1992); la Ópera Estatal de Viena (debut en 1992); y la Metropolitan Opera (debut en 1993 como Rodolfo).
La Scola continuó apareciendo regularmente en las temporadas de los mejores teatros del mundo hasta su muerte de un ataque al corazón repentino en Turquía en 2011. Otras funciones en su repertorio incluyeron Cavaradossi en Tosca, Edgardo en Lucia di Lammermoor, Gabriele Adorno en Simon Boccanegra, Pinkerton en Madama Butterfly, Pollione en Norma, Radamès en Aida, Riccardo en Un ballo in maschera, y los roles protagonistas en Roberto Devereux, Don Carlos, y Los Cuentos de Hoffman entre otros.